# Kumar-Dhakal Shyam
Kumar-Dhakal Shyam (* 7. September 1981 in Bhojpur) ist ein ehemaliger nepalesischer Skirennläufer.

## Karriere
Shyam gab sein internationales Renndebüt am 27. März 2007 bei einem FIS-Riesenslalom in La Toussuire. Seinen einzigen Start bei einem internationalen Großereignis hatte er zwei Jahre später bei den Weltmeisterschaften in Val-d’Isère. Dort erreichte er als beste Platzierung Rang 66 im Slalom.
Danach startete er noch bei einigen FIS bzw. Citizenrennen in Frankreich. Sein letztes Rennen bestritt er am 14. April 2009 bei den belgischen Meisterschaften, welche in Val Thorens ausgetragen wurden. Danach ist er nicht mehr als Skirennläufer in Erscheinung getreten.

## Erfolge

### Weltmeisterschaften
- Val-d'Isère 2009: 66. Slalom, 83. Riesenslalom